# Sleep (Unix)

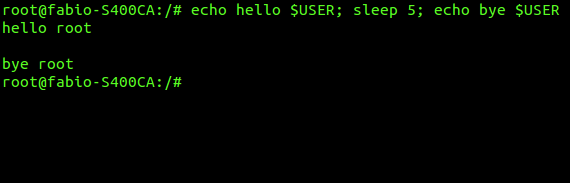
Comando sleep.C

sleep  es un comando de la familia de los Sistemas Operativos Unix que permite suspender (bloquear) la ejecución actual  por un intervalo de tiempo determinado. Es muy usado cuando se requiere postergar el lanzamiento de algún comando.
En la mayoría de las implementaciones de este comando, es posible indicarle el intervalo por medio de un único valor entero, que es interpretado en segundos.
En los sistemas operativos GNU/Linux este comando permite la utilización de más de un valor y con la posibilidad de la utilización de coma flotante. Los múltiples  valores son totalizados, y de esta forma se determina el intervalo de tiempo. Adicionalmente en la invocación del comando es posible indicarle por medio de un sufijo, alguna unidad de tiempo soportada: segundos, minutos, horas o días. sleep forma parte del paquete de software GNU Coreutils.

## Modo de uso
La invocación del comando sleep tiene el siguiente formato:
- sleep NUMERO[SUFIJO]...

Los sufijos disponibles solo para sistemas operativos GNU/Linux son:
sSegundos
mMinutos
hHoras
dDías

## Ejemplos
Detenerse por 5 segundos
- $ sleep 5

o sino alternativa posible solo para GNU/Linux:
- $ sleep 1 2 2

Detenerse por 1 minuto 30 segundos
- $ sleep 90

o sino alternativa posible solo para GNU/Linux:
- $ sleep 1m 30